# Tanabnormia cornicauda
Tanabnormia cornicauda is een naaldkreeftjessoort . De wetenschappelijke naam van de soort is voor het eerst geldig gepubliceerd in 1986 door Gutu.